# Paul Gray
Pour les articles homonymes, voir Gray.
Paul Dedrick Gray, né le 8 avril 1972 à Los Angeles et mort le 24 mai 2010 à Urbandale, Iowa, est un musicien américain, bassiste du groupe de metal Slipknot. Chaque membre de Slipknot porte un numéro, il s'est attribué le numéro 2. Il portait un masque qui représente un cochon au groin troué par un cadenas.

## Biographie
Paul Gray est né le 8 avril 1972 à Los Angeles (Californie, États-Unis). Il suit ses parents à Des Moines dans l'Iowa où il passe le reste de son enfance.
Au début des années 1990, il fait partie de plusieurs groupes, dont Anal Blast où il occupe le poste de bassiste, et où il rencontre pour la première fois Joey Jordison (ex-batteur de Anal Blast, également dans Slipknot). Il se réinstalle ensuite à Los Angeles mais est rapidement contacté par Shawn Crahan qui lui propose de devenir le bassiste d'un groupe naissant : Slipknot ; il retourne donc s'installer à Des Moines où il s'est également marié avec Brenna.

### Décès
Paul Gray est retrouvé mort le 24 mai 2010 dans une chambre d'hôtel d'Urbandale, près de Des Moines par un employé de l'établissement. L'autopsie de son corps dévoilera qu'il est mort d'une overdose accidentelle de morphine, et qu'il souffre d'une maladie cardiaque non précisée. 
Sa mort a un impact significatif sur le groupe. Lors du Festival Sonisphere en 2011, Corey Taylor rend plusieurs hommages au bassiste défunt en parlant de lui entre les morceaux, et on peut apercevoir la tunique de Paul, son masque et sa basse sur la scène, visibles depuis le public. Enfin, contrairement à l'habitude, le décor de fond de scène n'est pas le logo du groupe, mais un gros numéro 2, le numéro que portait Paul Gray.
En septembre 2012, le docteur Daniel Baldi est mis en examen pour avoir prescrit de très fortes doses d’antidouleurs à ses patients et avoir ainsi involontairement provoqué la mort de huit personnes. Paul Gray faisait partie de ses patients. Le 1er mai 2014, le docteur Baldi est jugé non coupable et acquitté.

## Projets parallèles
Même si Gray n'a pas, à proprement parler, poursuivi de projet solo, il s'est à bien des reprises illustré sans ses huit camarades de Slipknot. Paul Gray avait assuré le remplacement du bassiste du groupe de stoner rock Unida le temps d'une tournée en 2003. Il participe aussi au Roadrunner United sur les chansons The Enemy et Baptized in the Redemption dans l'album The All-Star Sessions (en).
En avril 2010 le supergroupe Hail! annonce son intégration en remplacement de David Ellefson, qui n'aboutira jamais à la suite de sa mort.

## Équipement
- Basse Ibanez, modèle PGB1L
- Basse Ibanez, modèle PGB2T BK
- Basse Warwick Corvette
- Tête d'ampli Carvan Eden WT
- Ampli 8X10 Cab

## Jeu
Paul Gray était gaucher et utilisait essentiellement le médiator à la guitare basse avec Slipknot, mais on peut l'entendre s'illustrer en slap sur le premier album du groupe Slipknot : Mate. Feed. Kill. Repeat., notamment le titre Do Nothing / Bitch Slap, ou encore en tapping sur le morceau Confessions.

## Discographie
Dans Slipknot :
- 1996 : Mate. Feed. Kill. Repeat.
- 1999 : Slipknot
- 2001 : Iowa
- 2004 : Vol. 3: (The Subliminal Verses)
- 2005 : 9.0: Live
- 2008 : All Hope Is Gone

Participation exceptionnelle :
- 2005 : The All-Star Sessions (Roadrunner United)
- 2007 : Worse Than a Fairy Tale (Drop Dead, Gorgeous)
- 2009 : Annual Assault (Roadrunner Records)

## Filmographie
- 1999 : Welcome to Our Neighborhood
- 2002 : Disasterpieces
- 2002 : Rollerball
- 2006 : Voliminal: Inside the Nine
- 2008 : Nine: The Making of "All Hope Is Gone"
- 2008 : Behind The Player: Paul Gray (en)
- 2009 : Of the (sic): Your Nightmares, Our Dreams